# Alexei Eryomin
Alexei Eryomin (en ruso, Алексей Львович Еремин, Bakú, URSS 27 de febrero de 1958) es un médico ruso, científico e higienista, conocido no solo por su investigación científica, sino también por su contribución a la comprensión moderna de la noogénesis, desarrollada en el contexto de la ecología de la información, y la higiene de la información.

## Educación, Cualificación
- Se graduó en la Universidad médica estatal del noroeste que lleva el nombre de I. I. Mechnikov en 1981.
- Defendió su Tesis Doctoral "Estimation of Developing Emotional Stress" en 1990 en el Instituto de higiene del trabajo y Enfermedades Profesionales de la Academia de Ciencias Médicas de la URSS.
- Su tesis de final de carrera titulada "El problema de la evaluación fisiólogo-higiénica de la carga de información para la optimización del trabajo intelectual"[3] fue defendida en el instituto de Investigación de medicina del trabajo de la Academia Rusa de las Ciencias.

## Sus investigaciones han influido en disciplinas académicas ampliamente interpretadas

### Higiene de la información y ecología de la información
En 1995 Alexei Eryomin propuso asignar la "higiene de la información" dentro en un área científica especializada" - y en 2005 la estableció como una nueva disciplina científica.
En 1998 Eryomin A. L. propuso el concepto de "ecología de la información", que hoy en día es ampliamente utilizado y ampliamente interpretado:

"La ecología de la información es la ciencia estudia los patrones de influencia de la información: la formación y el funcionamiento inteligente de los sistemas biológicos, incluidos el hombre, las sociedades humanas y la humanidad en general; la salud como estado mental, físico y el bienestar social. La ecología de la información se plantea la tarea de desarrollar métodos para mejorar el entorno de información y a menudo asociado con higiene de la información." 

Según Eddy et al. (2014), "la idea de ampliar el papel funcional de la información en los sistemas naturales para el estudio de sistemas humanos sigue siendo defendida por A. L. Eryomin [...]. Sin embargo, sigue faltando un modelo general que puede proporcionar un vínculo más explícito entre cómo funciona la información en sistemas naturales y sistemas humanos en un contexto evolutivo adaptativo". De acuerdo a Druzhilov, a través de las investigaciones de Eryomin, éste "ha demostrado la presencia de un impacto negativo del medio ambiente informacional sobre la salud mental de la población de Rusia en el periodo 1991-2000". Gracias a dichas investigaciones, la contribución de Eryomin al desarrollo de la dirección científica de la "ecología de la información" es actualmente considerada por científicos de diversas nacionalidades (China, Finlandia, Polonia, Canadá) que hacen referencia a su obra temprana.

### Concepto moderno de noogénesis

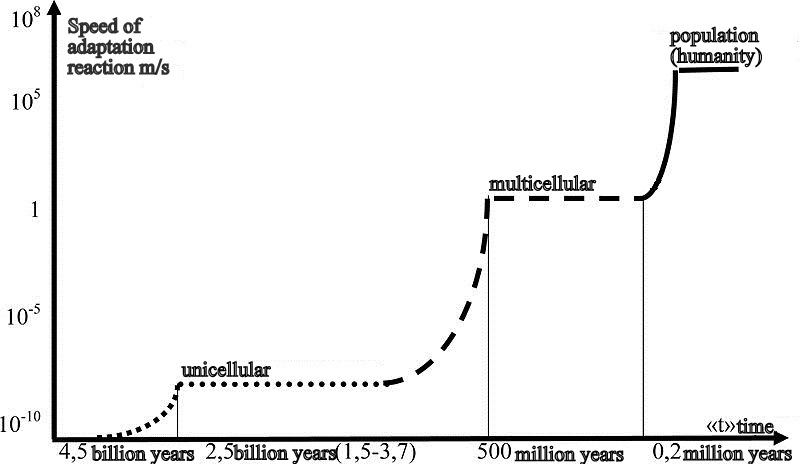
Noogenesis: Evolución de la velocidad de reacción
Organismo unicelular: la velocidad de los iones a través de la membrana de un organismo unicelular es de ~ 10 en el -10 grado metros por segundo, agua a través de la membrana ~ 10 en el -6 grado metros por segundo, intracelular (citoplasma) ~ 2-10 en el -5 grado metros por segundo; sangre en los vasos de un organismo pluricelular ~ 0.05 metros por segundo, impulso sobre fibras nerviosas ~ 100 metros por segundo; comunicaciones de sonido (voz, audio) de una población de organismos múltiples (humanidad) ~ 300 metros por segundo, enlaces de quantum-electronic dentro de una población ~ 3∙10 en el 8 grado metros por segundo (velocidad de las ond as de radio-electromagnéticas, corriente eléctrica, luz, video, opto-telecomunicaciones).

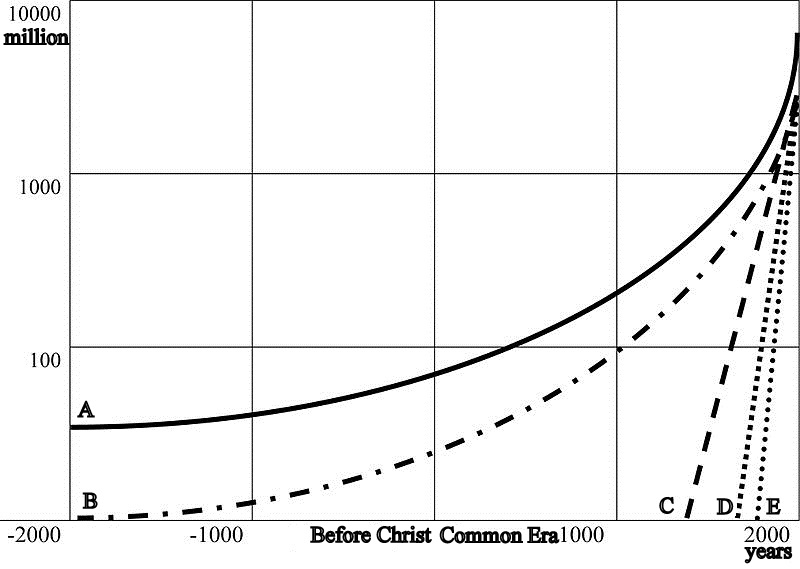
El desarrollo de conexiones, interacciones de información dentro de la población H.sapiens
A – la población de la Tierra de 7 mil millones;
B – número de personas alfabetizadas;
C – el número de lectores de libros (con la tipografía);
D – número de receptores (radio, televisión);
E – número de teléfonos, computadoras, usuarios de Internet.

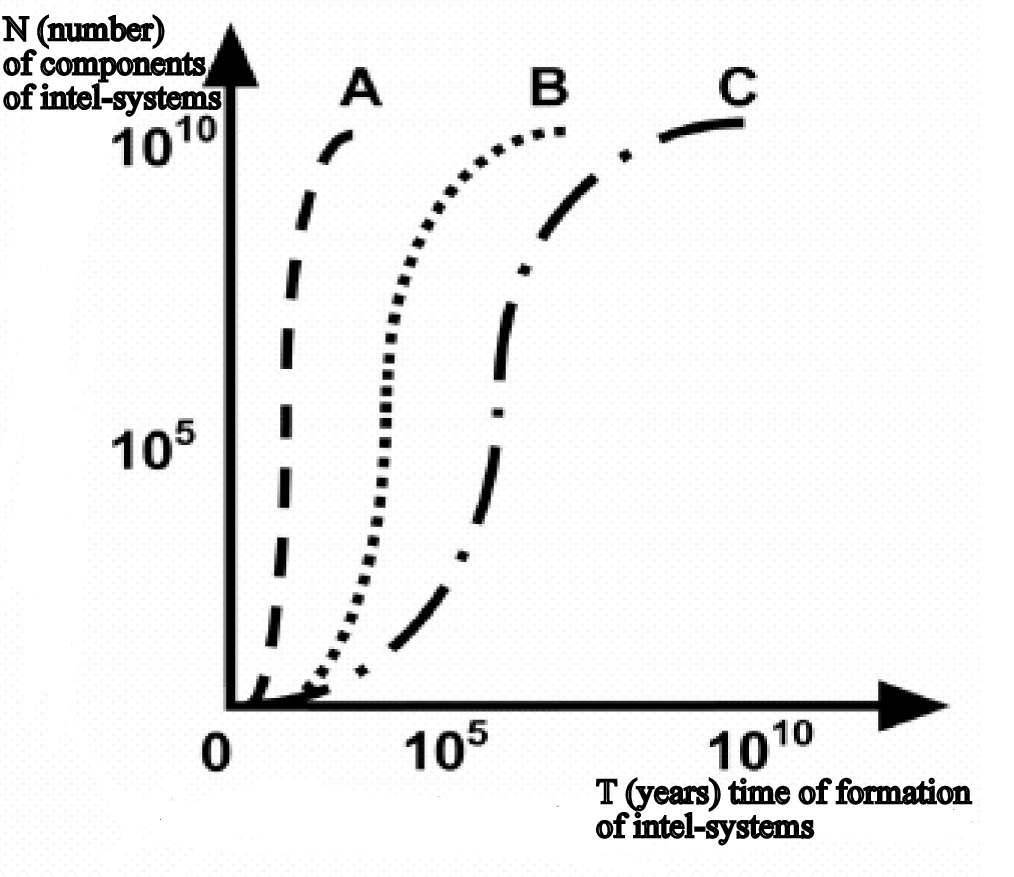
Repetición de la evolución y logro de un número crítico de componentes por intelsistemas
A - el número de neuronas con el desarrollo individual (ontogénesis) del sistema de inteligencia del cerebro,
B - número de personas en la población de la humanidad,
C - el número de neuronas en el desarrollo histórico (filogénesis) del sistema nervioso de los organismos

En 2005, Eryomin propuso en su monografía sobre la Noogenesis y la teoría de la inteligencia un nuevo concepto de Noogenesis para comprender la evolución de los sistemas intelectuales, la "logística de la información", la velocidad de la información, el potencial intelectual en una teoría de la inteligencia. Ésta combina en una fórmula los parámetros biofísicos de la energía, la cantidad de información intelectual, su aceleración (frecuencia, velocidad) y la distancia involucrada. La noogénesis es una combinación de transformaciones regulares, interrelacionadas, caracterizadas por una cierta secuencia temporal de estructuras y funciones de toda la jerarquía y del conjunto de estructuras y procesos relativamente elementales que están interactuandos y son naturales, interrelacionados, caracterizados por una secuencia temporal definida.
"Se identifican los parámetros biofísicos de la energía intelectual, como el volumen de información, la cantidad de aceleración (frecuencia, velocidad) y la distancia de su transmisión" , "fue propuesta una analogía entre el cerebro humano, compuesto de un gran número de neuronas que trabajan simultáneamente y una comunidad humana que se compone de personas".

### Las leyes de la evolución de la mente
La ley de aumento de la velocidad de adaptación
La velocidad de adaptación, reflexión, movimiento, intercambio de materia e información aumenta en cada nuevo nivel de evolución y organización de sistemas biológicos, mientras que la adaptabilidad (del organismo, de la población) mejora con aumento de velocidad de respuesta (incluida la velocidad de comunicación entre los componentes del intelecto) a los cambios en el medio ambiente.
La ley del número crítico de componentes intelectuales
Los sistemas intelectuales pueden formarse cuando se alcanzan las cantidades críticas de sus componentes intelectuales y las comunicaciones entre ellos. Cuando el número de componentes intelectuales llega a n ≥ 1 mil millones, puede encontrarse el fenómeno de noorrevolución: transición del desarrollo cuantitativo del sistema de información a un sistema intelectual autónomo cualitativamente nuevo.
La noogénesis en el desarrollo individual (ontogénesis) del cerebro humano se origina a partir de 1-2 células embrionarias primarias, que aumentan en cantidad durante la fragmentación y división en etapas de mórula - blastula - gastrula que forman el lóbulo embrionario correspondiente y su diferenciación. El sistema nervioso del embrión se está formando. En el momento del nacimiento, el volumen del cerebro fetal humano alcanza 375 cm³ según algunos datos, y 1300 cm³ a 10 años de vida. La maduración morfofuncional de las estructuras cerebrales termina a la edad de 13 años, el devenir morfofuncional final se refiere a los 16-17 años de edad.
Hace 125 años se ha abierto la neurona, comenzó a desarrollarse doctrina de la neurona Santiago Ramón y Cajal, que han recibido el reconocimiento universal. De acuerdo con los datos modernos, en el cerebro H.sapiens en el proceso de ontogénesis y filogénesis de un adulto humano hay 86 miles de millones de neuronas.
- Noogénesis (según la hipótesis de Vladímir Vernadski "aspiración a la noosfera") del desarrollo humano. En el proceso de evolución, el número de hombres aumenta desde dos primogénitos a unos 70 millones de personas (siglo XX aC), unos 300 millones (a comienzos del siglo I dC), alrededor de mil millones (a los 30 años del siglo XX dC), 6 mil millones a fines del siglo XX. De acuerdo con los modelos matemáticos de Serguéi Kapitsa, la cantidad de la humanidad puede alcanzar 12.5-14 mil millones en los siglos XXI- XXII.
Sistema intelectual (SI) es un conjunto de relativamente elementales estructuras y procesos interactivos, unidos en un todo por realización de la función entera del intelecto, irreductible a la función de sus componentes. Signos de la SI: ella interactúa con el medio ambiente y otros sistemas como un todo, consiste en una jerarquía de subsistemas de un nivel inferior.
La ley noogenética
En la evolución del sistema intelectual de la humanidad, ciertas características de la filogénesis (evolución) del cerebro se manifiestan en una breve repetición y en una larga repetición se manifiestan algunas características de la ontogénesis (desarrollo individual) del cerebro humano. Las características recurrentes son: aumento en el número de componentes, la velocidad y los volúmenes de intercambio de información (y también de la memoria), la diferenciación, especialización de parcelas , etc. Iteración intelectual (del latino “iteratio” - repetición) es una repetición de la acción - la formación de la función intelectual en una serie material de un solo tamaño (intelectos humanos); y es una repetición del fenómeno - la aparición de sistemas intelectuales con una mayor dimensionalidad en la jerarquía de la materia (una neurona - un cerebro – la humanidad). Las formas de la materia inteligente que se desarrollan en el espacio tetradimensional tienen dimensiones determinables.
Por lo tanto, de acuerdo con la propuesta de Eryomin, "es propuesta una nueva interpretación del término científico noogénesis" como la aparición y el desarrollo evolutivo de la inteligencia. Por analogía con la ley biogenética básica, se propone la hipótesis de la ley básica de la evolución de la humanidad, que describe la conexión entre la evolución del cerebro humano y el desarrollo de la humanidad. El número de los principales "componentes" que forman el cerebro humano y la cantidad de los "componentes" de la humanidad (las personas), se vuelven aproximadamente iguales. Se puede comparar a cada persona que vive en la Tierra con una célula disgregada nerviosa del cerebro. El intelecto mundial puede ser un análogo del cerebro humano. Los miles de millones de personas que viven hoy en el planeta son, sin duda, los herederos del riquisimo patrimonio mundial cultural, industrial, social e intelectual, son los custodios genéticos de la " memoria operativa viva" del sistema intelectual global. Se predice que la humanidad se esfuerza por un único sistema de información e intelecto cerrado a nivel organizacional. El superintelecto se puede realizar en forma del IntelectoGlobal en el planeta Tierra. El descubrimiento, la búsqueda e investigación adicionales en el siglo 21 de la fórmula del intelecto y los fundamentos matemáticos de la mente, la conversión del "intelectual" en el plano de la fisiología y física matemática podrían ayudar a comprender las ideas más elevadas y las regularidades profundas del mundo que nos rodea. Y la búsqueda de paralelismos entre la formación del hombre y de la humanidad debe necesariamente continuar: eso puede crear una base para la confianza de que el intelecto de la humanidad enfrentará los problemas más inesperados y a veces peligrosos que surjan en el curso de su desarrollo".

### Autores
- Vladímir Vernadski
- Santiago Ramón y Cajal
- Iván Pávlov
- Aleksandr Oparin
- Serguéi Kapitsa
- Suzana Herculano-Houzel

### Otros conceptos
- Noogénesis
- Neurociencia
- Evolución